# David Macaire
David Macaire (Nanterre, 20 de outubro de 1969), é um padre e bispo dominicano francês, arcebispo de Saint-Pierre e Fort-de-France na Martinica (Caribe francês) desde o 7 de março de 2015.

## Biografia
Nascido em Nanterre, David Macaire e sua família, profundamente católicos, ingressaram na Martinica quando tinha quatro meses. Seu pai, Jean-David (Marceau) Macaire, é receptor de P&T , enquanto sua mãe Jenny Macaire, nascida Léger, é enfermeira de escola e também conselheira matrimonial e familiar. Lá ele completou seus estudos primários e secundários, notadamente no Colégio de Dominicanos de Notre-Dame de Délivrande em Morne-Rouge (Martinica, 1972-1984), em seguida, no Lycée Schœlcher em Fort-de-France (Martinica, 1984-1987), onde obteve seu Baccalaureate Series C (1987). Em seguida, ingressou na metrópole onde ingressou na Escola Nacional de Técnicos de Equipamentos(Montpellier, 1987-1988) e trabalhou alguns anos como Assistente Técnico em Obras Públicas do Estado (DDE Martinique, 1988-1994) a serviço do Ministério dos Equipamentos  .
Em 1994, entrou no noviciado da Província de Toulouse da Ordem dos Pregadores (Dominicanos), onde fez a profissão em 17 de setembro de 1995, antes de seguir o ciclo de filosofia em Bordéus e de teologia em Toulouse. Fez a profissão perpétua em 1998 e foi ordenado sacerdote em Toulouse em 23 de junho de 2001. Obteve a licença em Filosofia e também a Maîtrise (licença canônica) em Teologia.
A partir de 1995, ele foi capelão do ensino fundamental e médio para explorar a Europa e organizar os escoteiros da França.
Desde a sua ordenação até 2011, desempenhou o seu ministério na Arquidiocese de Bordéus. É padre-professor dos alunos do convento de Bordéus, então prior do convento de Bordéus. Em 2002 ele também recebeu uma atribuição como paróquia vigário para o setor portuário, em Bordeaux. Durante este período, ele também cuidou das equipes de Notre-Dame e das fraternidades leigas dominicanas.
Em 2011, ingressou no convento dominicano de Sainte-Baume como prior e reitor do santuário de Sainte-Baume. Desde 2012, é também exorcista da diocese de Fréjus-Toulon.
Em outubro de 2014, pregou a peregrinação do Rosário a Lourdes . Ele também é membro da equipe de pregação da Missa televisiva do Le Jour du Seigneur.
Ele foi nomeado arcebispo de Saint-Pierre e Fort-de-France pelo Papa Francisco o 7 de março de 2015 sucessivamente Gilbert Marie Michel Méranville , tendo atingido o limite de idade . Sua consagração episcopal ocorreu em 12 de abril no estádio Pierre Aliker em Fort-de-France, presidido pelo cardeal haitiano Chibly Langlois .

### Brasão e lema
Descrição heráldica do brasão do arcebispo: "Arg, manta de areia; a prata carregada com o reverso da medalha milagrosa de ouro; o dexter lidar com a bisce de prata; a sinistra face com a pomba segurando em seu bico um ramo de oliveira, todo de prata. Abaixo do escudo, o pálio. Em claro atrás do escudo, a cruz da Ordem dos Pregadores. Na crista, o chapéu do arcebispo.
A escolha da cobra é óbvia porque se encontra no brasão da Martinica e a pomba é um símbolo forte no inconsciente coletivo, mas é de um versículo do Evangelho segundo São Mateus (10 , 16) para que os dois venham: "Eis que vos envio como ovelhas ao meio de lobos; portanto, sede prudentes como as serpentes e simples como as pombas".
Monsenhor David Macaire escolheu como lema “  Jesum Ostende  ”, tradução “  Mostra Jesus  ”, extraída da oração da Salve Regina.